# Hormathophylla baetica
Espèce
Synonymes
- Hormathophylla cochleata (Coss. & Durieu) P. Küpfer
- Alyssum cochleatum Coss. & Durieu
- Alyssum baeticum (P. Küpfer) Greuter & Burdet

Hormathophylla baetica est une espèce de plantes à fleurs du genre Hormathophylla, de la famille des Brassicacées.

## Répartition
Hormathophylla baetica est présente dans le sud-est de l'Espagne.